# روئن چاند
روئن چاند (انگلیسی: Rohan Chand؛ زادهٔ ۲۰۰۴ (۲۰–۲۱ سال)) بازیگر سینما و بازیگر تلویزیون اهل ایالات متحده آمریکا است. وی از سال ۲۰۱۱ میلادی تاکنون مشغول فعالیت بوده‌است.
از فیلم‌هایی که وی در آن نقش داشته‌است، می‌توان به جک و جیل، صد قدم راه، کلمات بد و موگلی اشاره کرد.